# Star Mountains
Star Mountains är en bergskedja i Indonesien, på gränsen till Papua Nya Guinea. Den ligger i den östra delen av landet, 3 800 km öster om huvudstaden Jakarta.